# Wolm

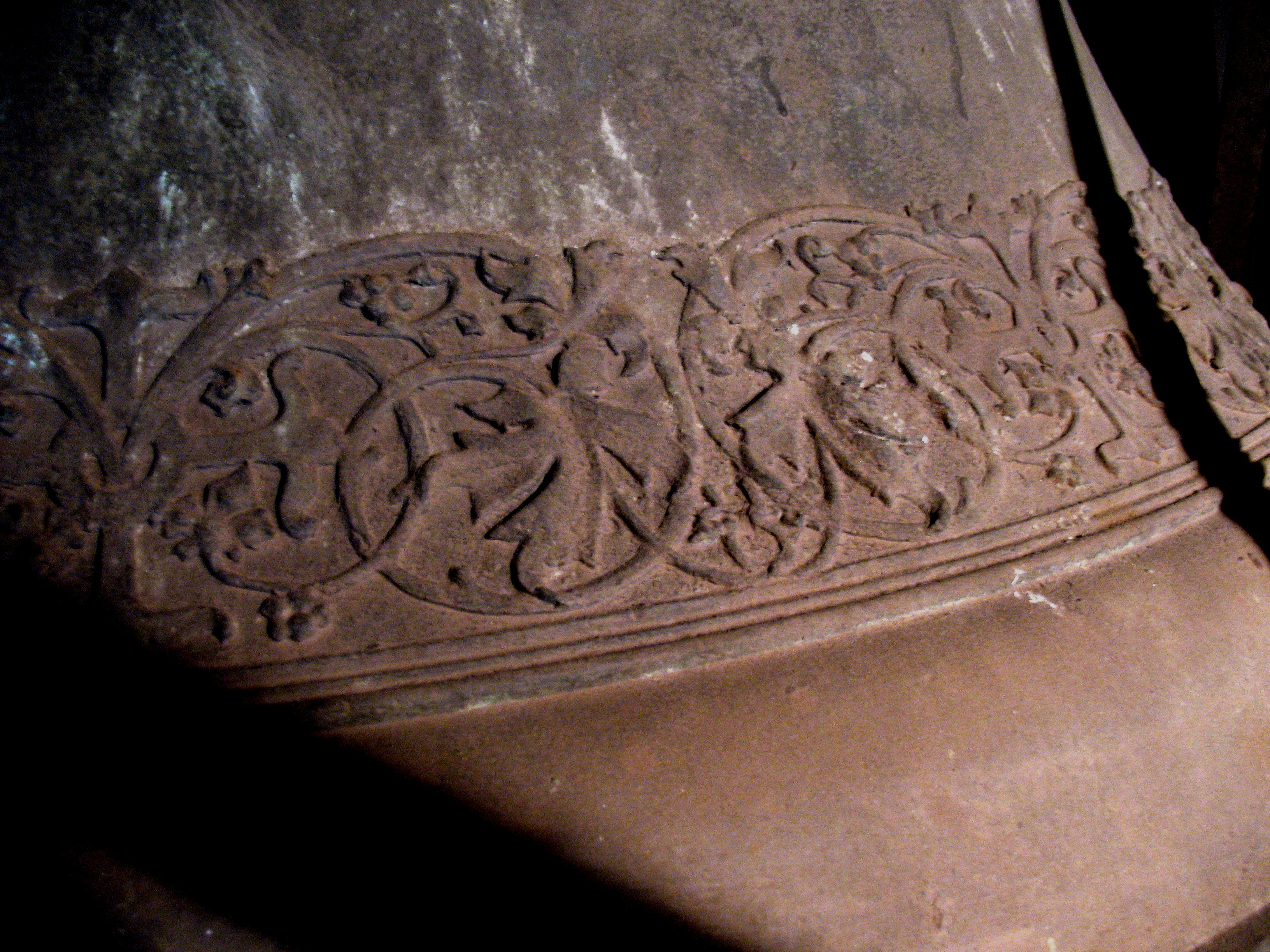
Wolm einer Glocke der St. Petrikirche (Chemnitz)

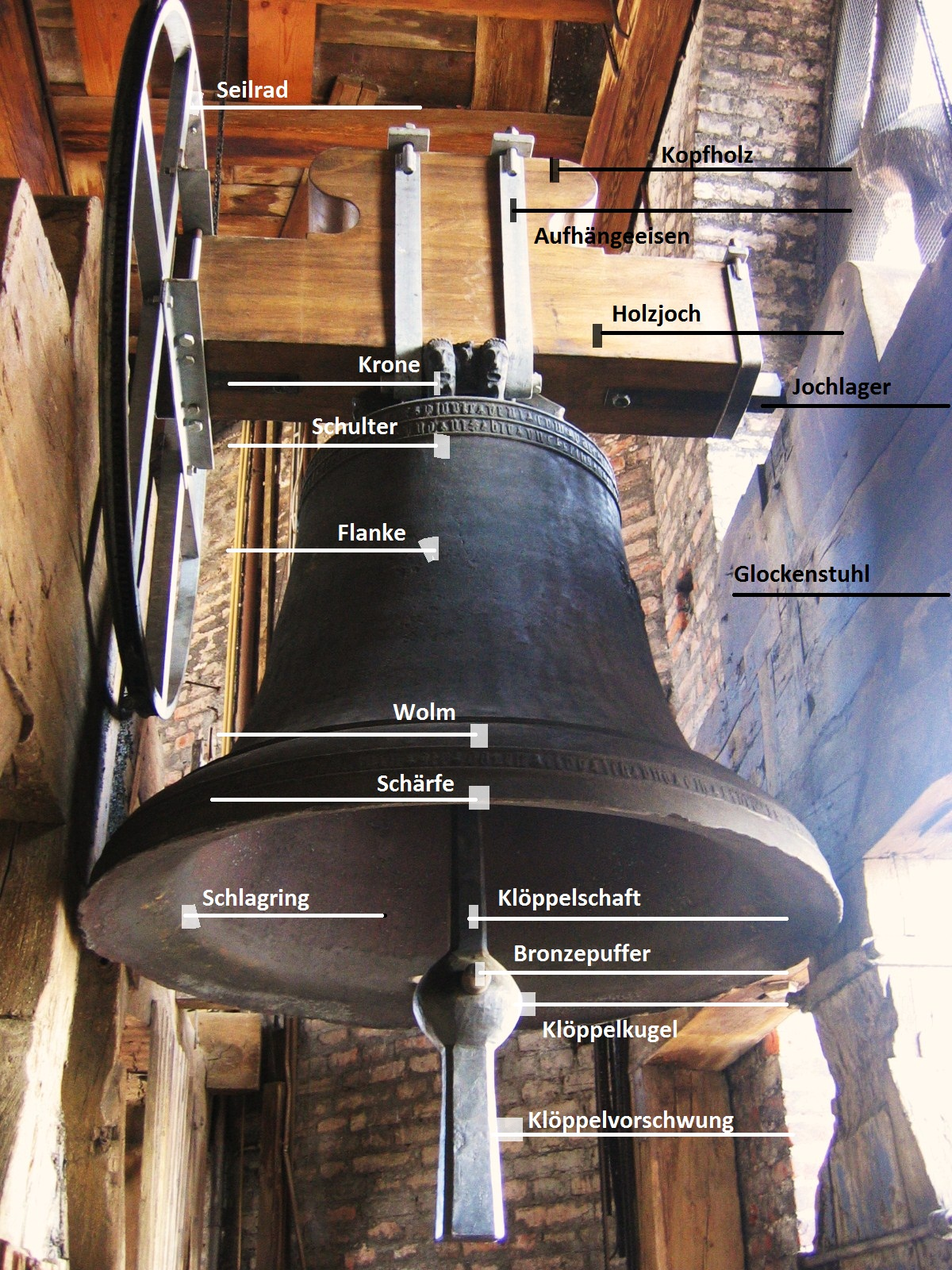
Benennung der Glockenteile

Als Wolm (auch Kranz) bezeichnet man den unteren Teil eines Glockenmantels. 
Die mittelalterliche Bienenkorbglocke hat noch keinen Wolm. Der Querschnitt (Rippe) einer neuzeitlichen Kirchenglocke seit der sogenannten Zuckerhutglocke weist einen schlanken Teil auf, die sogenannte Flanke, und einen stärker gewölbten, den Wolm. An dessen unterer Grenze befindet sich meist ein Wulst mit dem Schlagring, an dem die Glocke die größte Wandstärke hat. Auf dem Wolm finden sich oft Verzierungen, wie zum Beispiel ein Fries aus Ornamenten.